# Acidente radiológico de Goiânia
O acidente radiológico de Goiânia, amplamente conhecido como acidente com o césio-137, foi um grave episódio de contaminação por radioatividade ocorrido no Brasil. A contaminação teve início em 13 de setembro de 1987, quando um aparelho utilizado em radioterapias foi encontrado dentro de uma clínica abandonada, no centro de Goiânia, em Goiás. Foi classificado como nível 5 (acidentes com consequências de longo alcance) na Escala Internacional de Acidentes Nucleares, que vai de zero a sete, em que o menor valor corresponde a um desvio, sem significação para segurança, enquanto no outro extremo estão localizados os acidentes graves.
O instrumento foi encontrado por catadores de um ferro-velho do local, que entenderam tratar-se de sucata. Foi desmontado e repassado para terceiros, gerando um rastro de contaminação, afetou centenas de pessoas. O acidente com césio-137 foi o maior acidente radioativo do Brasil e o maior do mundo ocorrido fora das usinas nucleares, além de ser considerado também o maior incidente envolvendo uma fonte radioativa desde sempre.

## Descrição da fonte contaminadora

Esquema do cilindro que continha o césio, composto por: A.) um detentor de fonte radioativa (geralmente chumbo), que retém a radiação excedente; B.) um anel de retenção; C.) a fonte do composto que continha o núcleo de césio; D.) duas tampas de aço inoxidável; E.) tampas de aço inoxidável; F.) um escudo interno (geralmente de uma liga de tungstênio), que impede a grande saída de radiação; G.) um cilindro de material radioativo, muitas vezes, mas nem sempre, de cobalto-60. No caso do incidente era césio-137. O diâmetro da "fonte" é cerca de 30 mm.

A contaminação em Goiânia originou-se de uma cápsula que continha cloreto de césio — um sal obtido a partir do radioisótopo 137 do elemento químico césio. A cápsula radioativa era parte de um equipamento radioterapêutico, dentro do qual se encontrava revestida por uma caixa protetora de aço e chumbo. Esta caixa protetora possuía uma janela feita de irídio, que permitia a passagem da radiação para o exterior. A caixa contendo a cápsula radioativa estava, por sua vez, posicionada num contentor giratório que dispunha de um colimador, que servia para direcionar o feixe radioativo, bem como para controlar a sua intensidade. Não se pôde conhecer ao certo o número de série da fonte radioativa, mas pensa-se que ela tenha sido produzida por volta de 1970 pelo Laboratório Nacional de Oak Ridge, nos Estados Unidos. O material radioativo dentro da cápsula totalizava 0,093 kg, e a sua radioatividade era, à época do acidente, de 50,9 TBq (= 1 375 Ci).

## Eventos

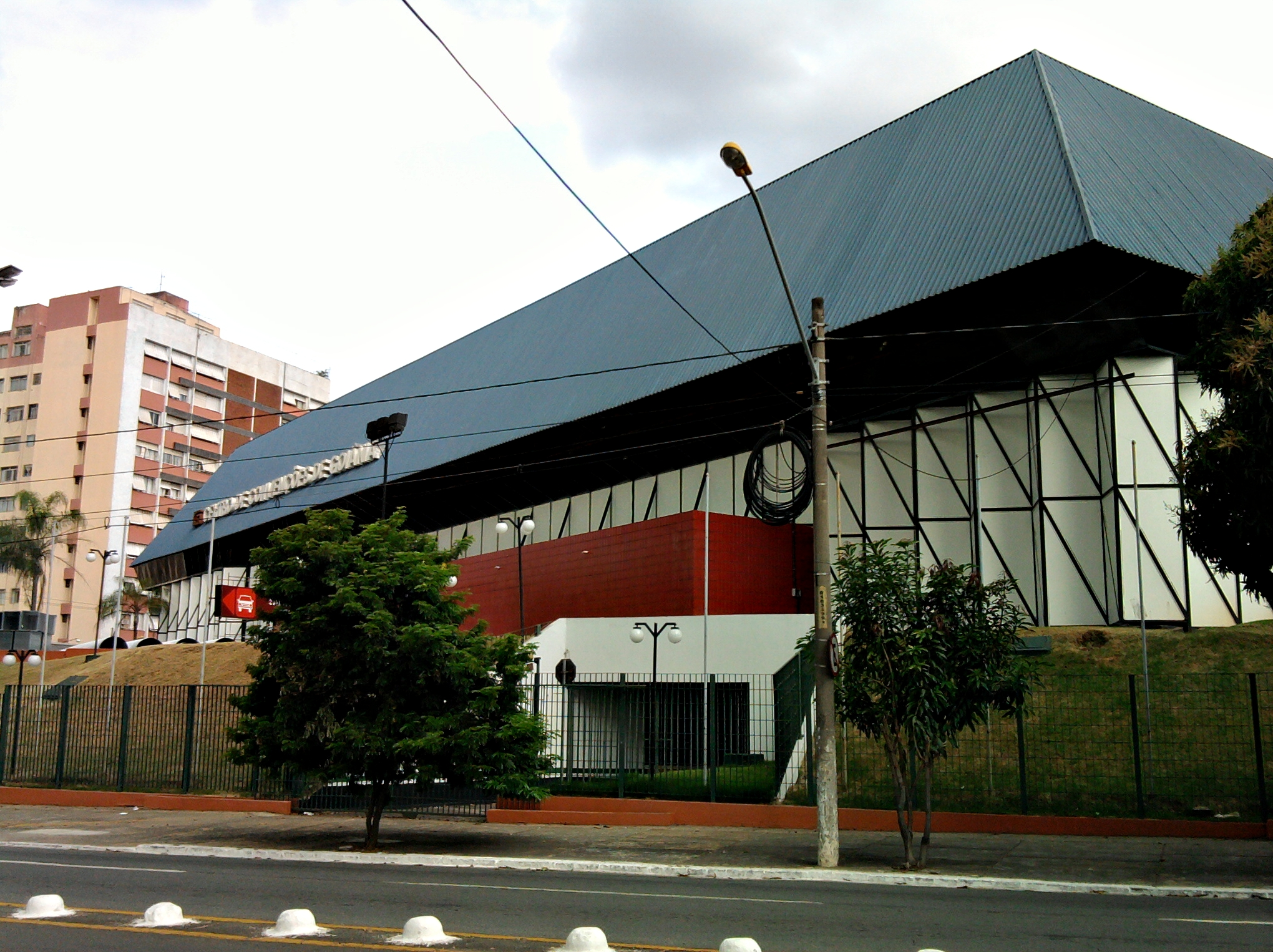
Centro de Cultura e Convenções, erguido sobre as ruínas do Instituto Goiano de Radioterapia.

### Origem do acidente
O Instituto Goiano de Radioterapia (IGR) era um instituto privado, localizado na Avenida Paranaíba, no Centro de Goiânia. O equipamento que gerou a contaminação na cidade entrou em funcionamento em 1971, tendo sido desativado em 1985, quando o IGR deixou de operar no endereço mencionado. Com a mudança de localização, o equipamento de radioterapia foi abandonado no interior das antigas instalações. A maior parte das edificações pertencentes à clínica foi demolida, mas algumas salas — inclusive aquela em que se localizava o aparelho — foram mantidas em ruínas.
Havia uma disputa judicial entre o Instituto Goiano de Radioterapia (IGR) e a Sociedade de São Vicente de Paula, que era dona do terreno e havia cedido o local com a condição de que o instituto realizasse, periodicamente e de maneira gratuita, exames radiológicos nos pacientes da Santa Casa de Misericórdia. Alegando que o IGR não estava cumprindo com o acordo, a sociedade ingressou com uma ação de despejo em 1984 e decidiu vender o terreno para o Instituto de Previdência e Assistência do Estado de Goiás (IPASGO).
Em 1986, o IPASGO foi declarado pela justiça o novo proprietário do imóvel, tendo iniciado a demolição do edifício em 1987, mas a atividade foi interrompida pela concessão de uma liminar obrigando a paralisação imediata da atividade.

### Desmonte do equipamento radiológico
No estágio de abandono em que o prédio se encontrava, tomado pelo mato e sem portas e janelas,  o equipamento foi encontrado por dois rapazes, Roberto dos Santos Alves e Wagner Mota Pereira, imaginando que haveria algum valor de mercado após o desmonte e separação das peças. Em 13 de setembro retiraram o aparelho da clínica, e já no dia seguinte sofreram sintomas de contaminação radioativa, acreditando que o mal-estar tinha sido apenas culpa da alimentação. Cinco dias depois, a peça foi vendida a um ferro-velho. 
Foi no ferro-velho de Devair Ferreira que a cápsula de césio foi aberta para o reaproveitamento do chumbo. O dono do ferro-velho expôs ao ambiente 19,26 g de cloreto de césio-137 (CsCl), um sal muito parecido com o sal de cozinha (NaCl), mas que emite um brilho azulado quando em local desprovido de luz. Devair ficou encantado com o pó que emitia um brilho azul no escuro. Ele mostrou a descoberta para sua esposa Maria Gabriela, bem como o distribuiu para familiares e amigos. O irmão de Devair, Ivo Ferreira, levou um pouco de césio para sua filha, Leide das Neves, que tocou na substância e ingeriu as partículas do césio junto com um ovo cozido que sua mãe havia preparado para o jantar. Outro irmão de Devair também teve contato direto com a substância. Pelo fato de esse sal ser higroscópico, ou seja, absorver a umidade do ar, ele facilmente adere à roupa, à pele e aos utensílios, podendo contaminar os alimentos e o organismo internamente. Entre os dias 19 e 26 de setembro Devair mostrou a cápsula a diversas pessoas que passaram pelo seu ferro-velho. No dia 23 de outubro morreram Leide e Maria Gabriela. Devair Ferreira passou pelo tratamento de descontaminação no Hospital Naval Marcílio Dias, no Rio de Janeiro, e morreu sete anos depois.

### Exposição à radiação
Poucas horas após a exposição ao material radioativo, os afetados começaram a desenvolver sintomas: náuseas, seguidas de tonturas, com vômitos e diarreias. Alarmados, os familiares dos contaminados foram inicialmente a drogarias procurar auxílio, alguns procuraram postos de saúde e foram encaminhados para hospitais.

### Demora na detecção

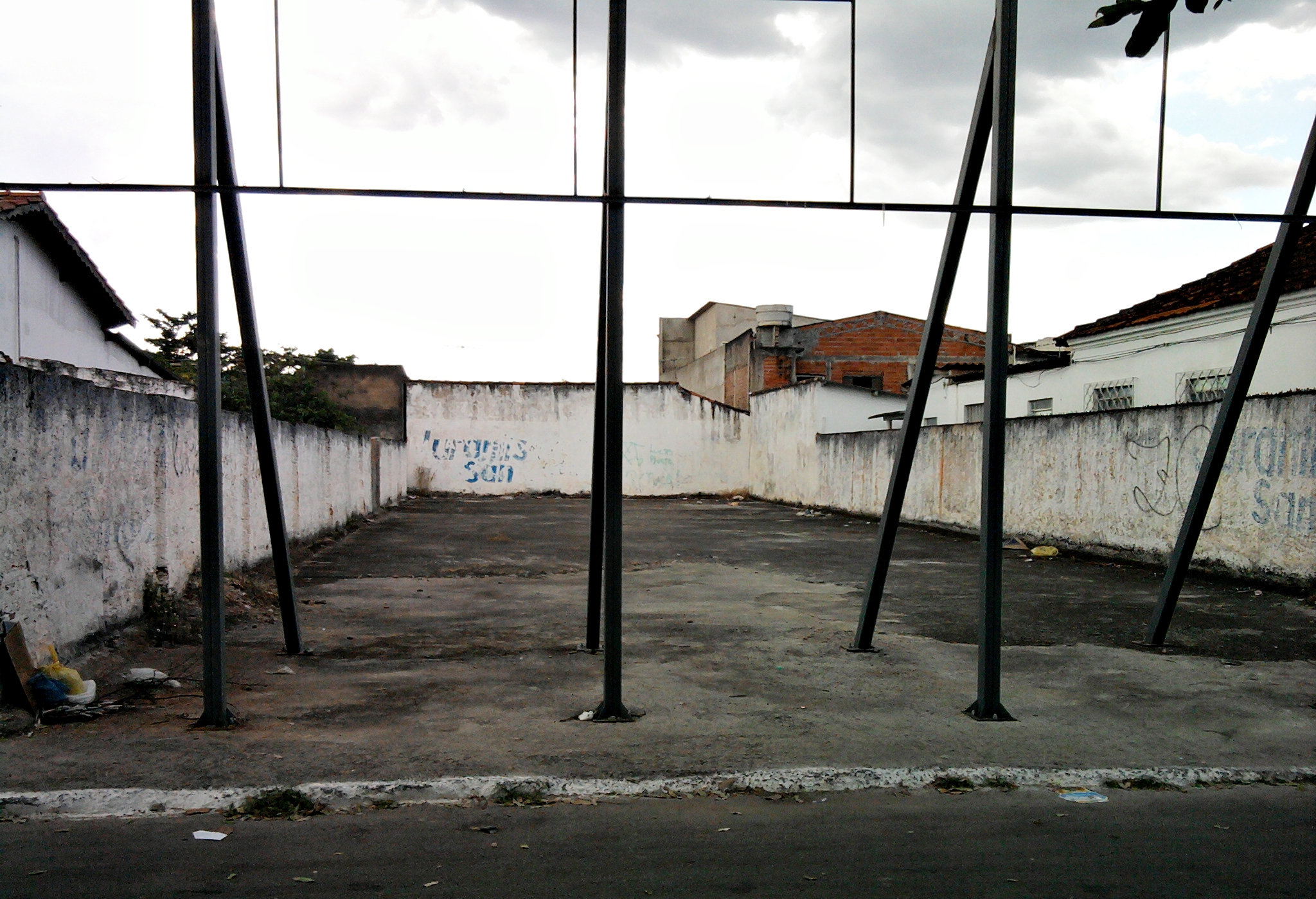
O que restou do terreno na Rua 57, onde a cápsula de césio 137 começou a ser desmontada.

Os profissionais de saúde, observando os sintomas, pensaram tratar-se de algum tipo de doença contagiosa desconhecida, medicando os doentes em conformidade com os sintomas descritos. Maria Gabriela desconfiou que aquele pó que emitia um brilho azul era o responsável pelos sintomas que ocorriam na sua família. Ela e um empregado do ferro-velho levaram a cápsula de césio para a Vigilância Sanitária, que ainda permaneceu durante dois dias abandonada sobre uma cadeira. Durante a entrevista com médicos, a esposa do dono do ferro-velho relatou para a junta médica que os vômitos e diarreia se iniciaram depois que seu marido desmontou aquele "aparelho estranho".
O físico Walter Mendes Ferreira, que viria a se tornar membro da equipe da Comissão Nacional de Energia Nuclear (CNEN), foi o primeiro profissional a descobrir que se tratava de um acidente radiológico: através do uso de dois detetores - em momentos distintos - Walter determinou os altos níveis de radiação, o que permitiu a adoção de uma série de medidas de remediação, incluindo o correto diagnóstico das vítimas.
O governo da época tentou minimizar o acidente escondendo dados da população, que foi submetida a uma "seleção" no Estádio Olímpico Pedro Ludovico; os governantes da época escondiam a tragédia da população, que aterrorizada procurava por auxílio, dizendo ser apenas um vazamento de gás. Outra razão é que Goiânia sediava, na época, o GP Internacional de Motovelocidade no Autódromo Internacional Ayrton Senna e o governador do estado Henrique Santillo não queria que o pânico fosse instalado nos estrangeiros.

## Consequências
Após o acidente, moradores buscaram vender suas moradias e deixar o local. Entretanto, seus imóveis tiveram o valor reduzido pelo medo da população da existência de radiação no ar. Além da desvalorização dos imóveis, por muito tempo a população local sofreu discriminação devido ao medo de que a radiação fosse contagiosa, dificultando o acesso aos serviços, educação e viagens. Houve também uma queda significativa de estabelecimentos comerciais na região.

### Vítimas fatais

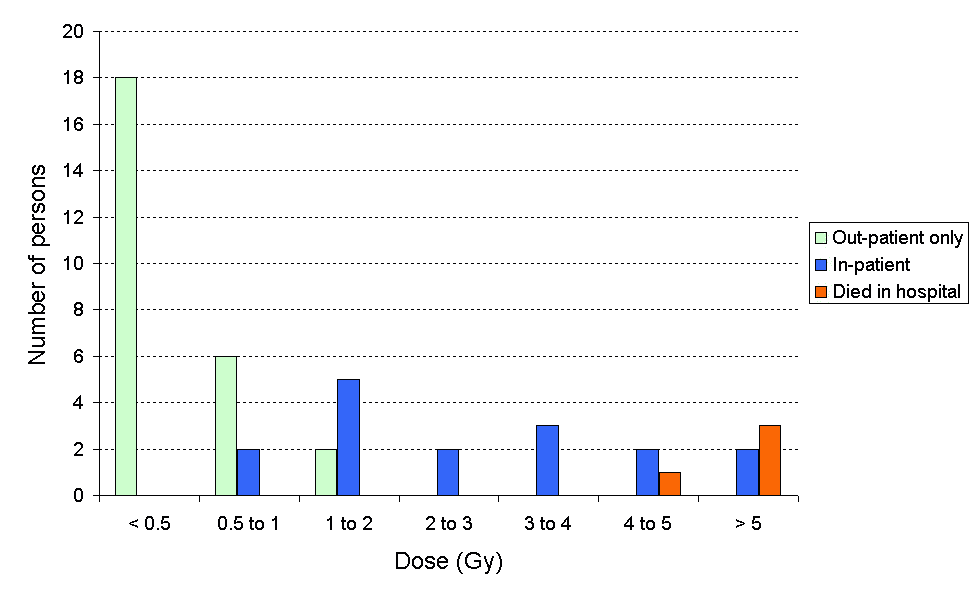
Gráfico de barras mostrando o resultado para as 46 pessoas mais contaminadas e uma estimativa de dose. As pessoas são divididas em sete grupos de acordo com a dose.

- Leide das Neves Ferreira, de 6 anos (6,0 Gy, 600 REM), era filha de Ivo Ferreira e foi a vítima com a maior dose de radiação do acidente. Inicialmente, quando uma equipe internacional chegou a tratá-la, ela estava confinada a um quarto isolado no hospital porque os funcionários estavam com medo de chegar perto dela. Ela desenvolveu gradualmente inchaço na parte superior do corpo, perda de cabelo, danos nos rins, pulmões e hemorragia interna. Ela morreu em 23 de outubro de 1987 de septicemia e infecção generalizada no Hospital Naval Marcílio Dias, no Rio de Janeiro.[13] Ela foi enterrada em um cemitério comum em Goiânia, em um caixão especial de fibra de vidro revestida com chumbo para evitar a propagação da radiação. Apesar destas medidas, ainda houve um início de tumulto no cemitério, onde mais de 2 000 pessoas, temendo que seu cadáver envenenasse toda a área, tentaram impedir seu enterro usando pedras e tijolos para bloquear a rua do cemitério.[14] Depois de dias de impasse, Leide foi enterrada em um caixão de chumbo lacrado, erguido por um guindaste, devido às altas taxas de radiação e para que esta fosse contida.
- Maria Gabriela Ferreira, de 37 anos (5,7 Gy, 570 REM), esposa do proprietário do ferro-velho Devair Ferreira, ficou doente cerca de três dias depois de entrar em contato com a substância. Seu estado de saúde piorou e ela desenvolveu hemorragia interna, principalmente nos membros, nos olhos e no trato digestivo, além da perda de cabelo. Ela morreu em 23 de outubro de 1987, cerca de um mês após a exposição.[15]
- Israel Baptista dos Santos, de 22 anos (4,5 Gy, 450 REM), foi um empregado de Devair Ferreira que trabalhou na fonte radioativa principalmente para extrair o chumbo. Ele desenvolveu doença respiratória grave e complicações linfáticas. Acabou por ser internado no hospital e morreu seis dias depois, em 27 de outubro de 1987.[8]
- Admilson Alves de Souza, de 18 anos (5,3 Gy, 530 REM), também foi funcionário de Devair Ferreira, que também trabalhou na fonte radioativa. Ele desenvolveu lesão pulmonar, hemorragia interna e danos ao coração. Morreu em 28 de outubro de 1987.[8]

#### Outras vítimas posteriores
- Devair Alves Ferreira, o dono do ferro-velho sobreviveu em primeira mão à exposição, apesar de ter recebido 7 Gy de radiação. Os efeitos corporais incluíram a perda de cabelo e problemas em diversos órgãos.[16] Sentindo-se culpado por abrir a cápsula, tornou-se alcoólatra e contraiu câncer pela radiação, morrendo 7 anos depois, em 1994.[17]
- Ivo Ferreira, pai da menina Leide das Neves Ferreira, teve baixa contaminação. No entanto, tornou-se depressivo depois da morte da filha e passou a fumar em torno de seis maços de cigarro por dia, falecendo por enfisema pulmonar em 2003, 16 anos depois.[17]

A Associação das Vítimas do Césio 137 afirma que até o ano de 2012, quando o acidente completou 25 anos, cerca de 104 pessoas morreram nos anos seguintes pela contaminação, decorrente de câncer e outros problemas, e cerca de 1 600 tenham sido afetadas diretamente.

### Contaminação

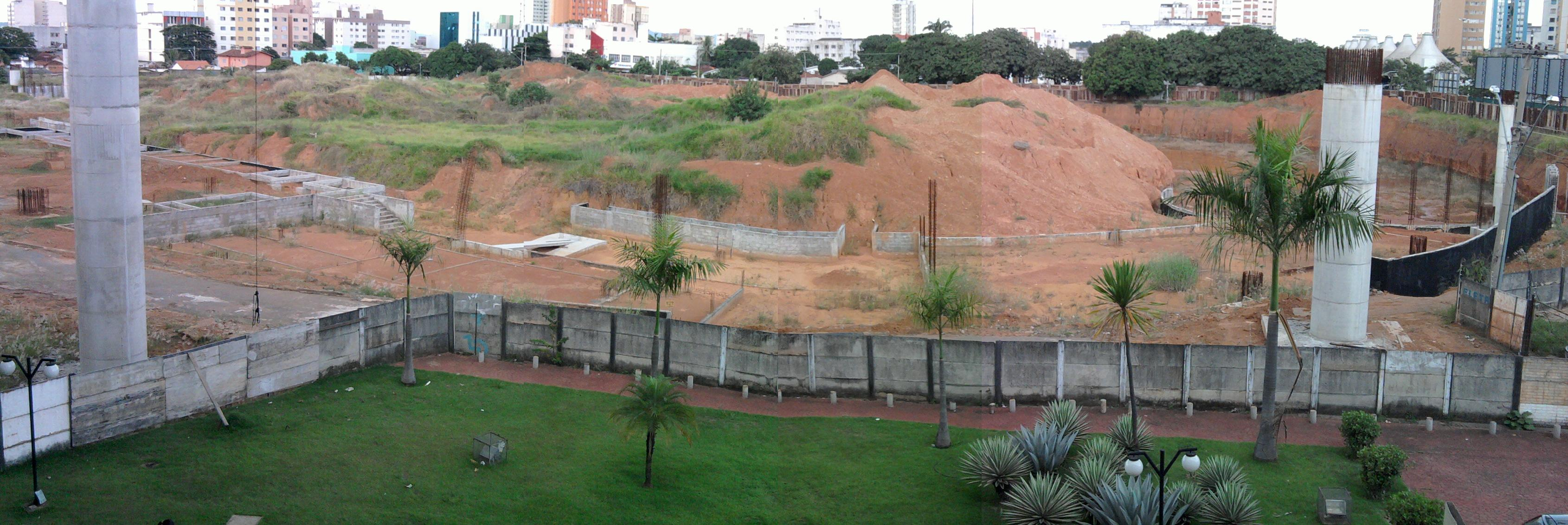
Terreno onde estava edificado o Estádio Olímpico Pedro Ludovico

Após trinta anos do desastre radioativo, as várias pessoas contaminadas pela radioatividade reclamam por não estarem recebendo os medicamentos, que, segundo leis instituídas, deveriam ser distribuídos pelo governo. E muitas pessoas contaminadas ainda vivem nas redondezas da região do acidente, entre as Ruas 57, Avenida Paranaíba, Rua 74, Rua 80, Rua 70 e Avenida Goiás; essas pessoas não oferecem, contudo, mais nenhum risco de contaminação à população.
Em uma casa em que o césio foi distribuído, a residente, esposa do comerciante vizinho à Devair, jogou o elemento radioativo no vaso sanitário e, em seguida, deu descarga. O imóvel ficou conhecido como "casa da fossa". Entretanto, a Saneago alegou que a casa não possuía fossa, sendo construída com cisterna, para a população não pensar que a água da cidade estaria hipoteticamente contaminada.

#### Lixo atômico

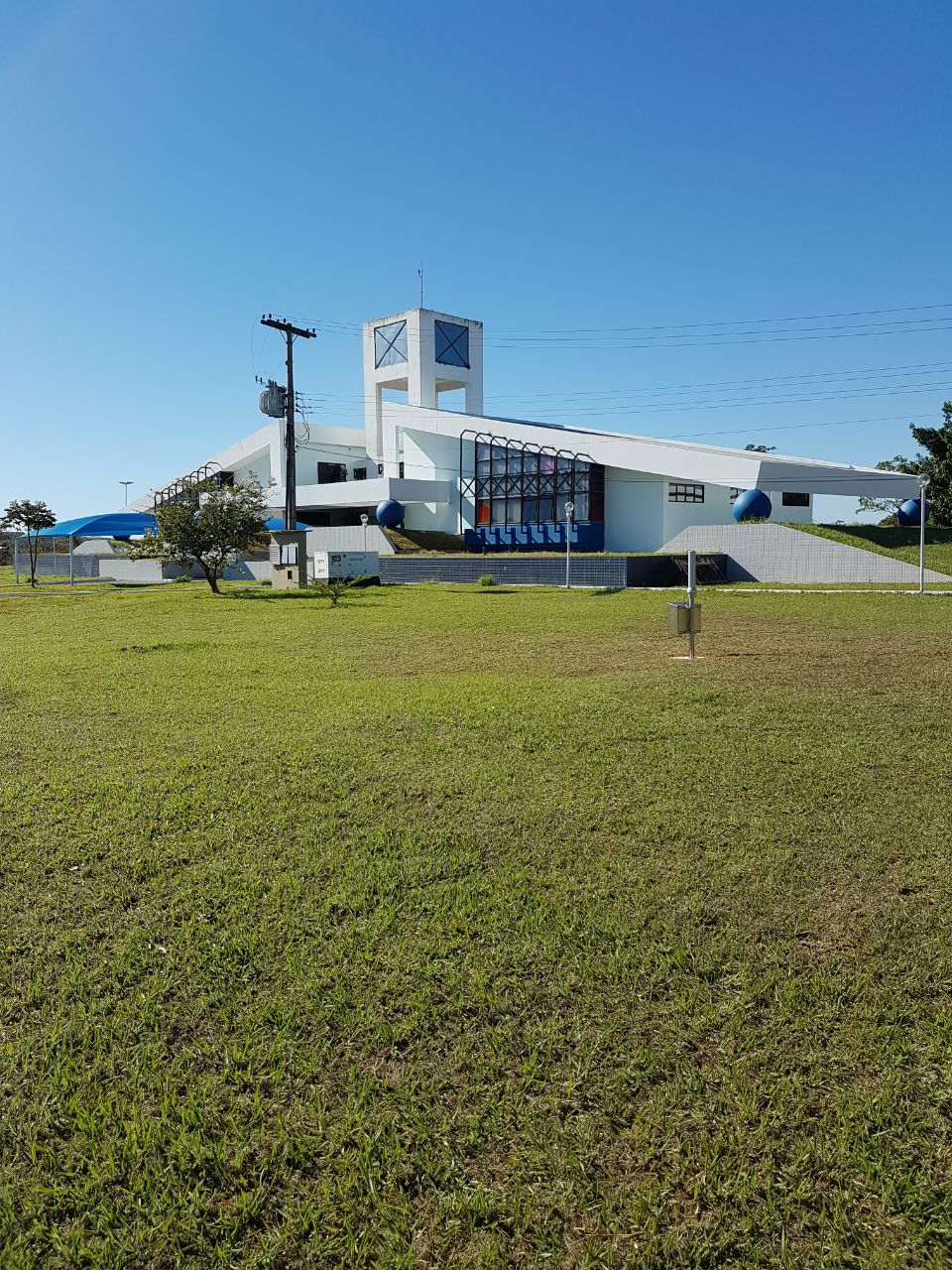
Centro de informação no Parque Estadual Telma Ortegal

A limpeza produziu 13 500 quilogramas de lixo atômico, que necessitou ser acondicionado em 14 contêineres que foram totalmente lacrados. Dentro destes estão 1 200 caixas e 2 900 tambores, que permanecerão perigosos para o meio ambiente por 180 anos. Para armazenar esse lixo atômico e atendendo às recomendações do IBAMA, da CNEN e da CEMAM, o Parque Estadual Telma Ortegal foi criado em Goiânia, hoje pertencente ao município de Abadia de Goiás.
A CNEN ativou, posteriormente, o Centro Regional de Ciências Nucleares do Centro-Oeste (CRCN-CO), como Unidade Técnico-Científica com competência principal de exercer o controle institucional do Depósito Final de rejeitos radioativos do Césio-137.

### Revitalização da região

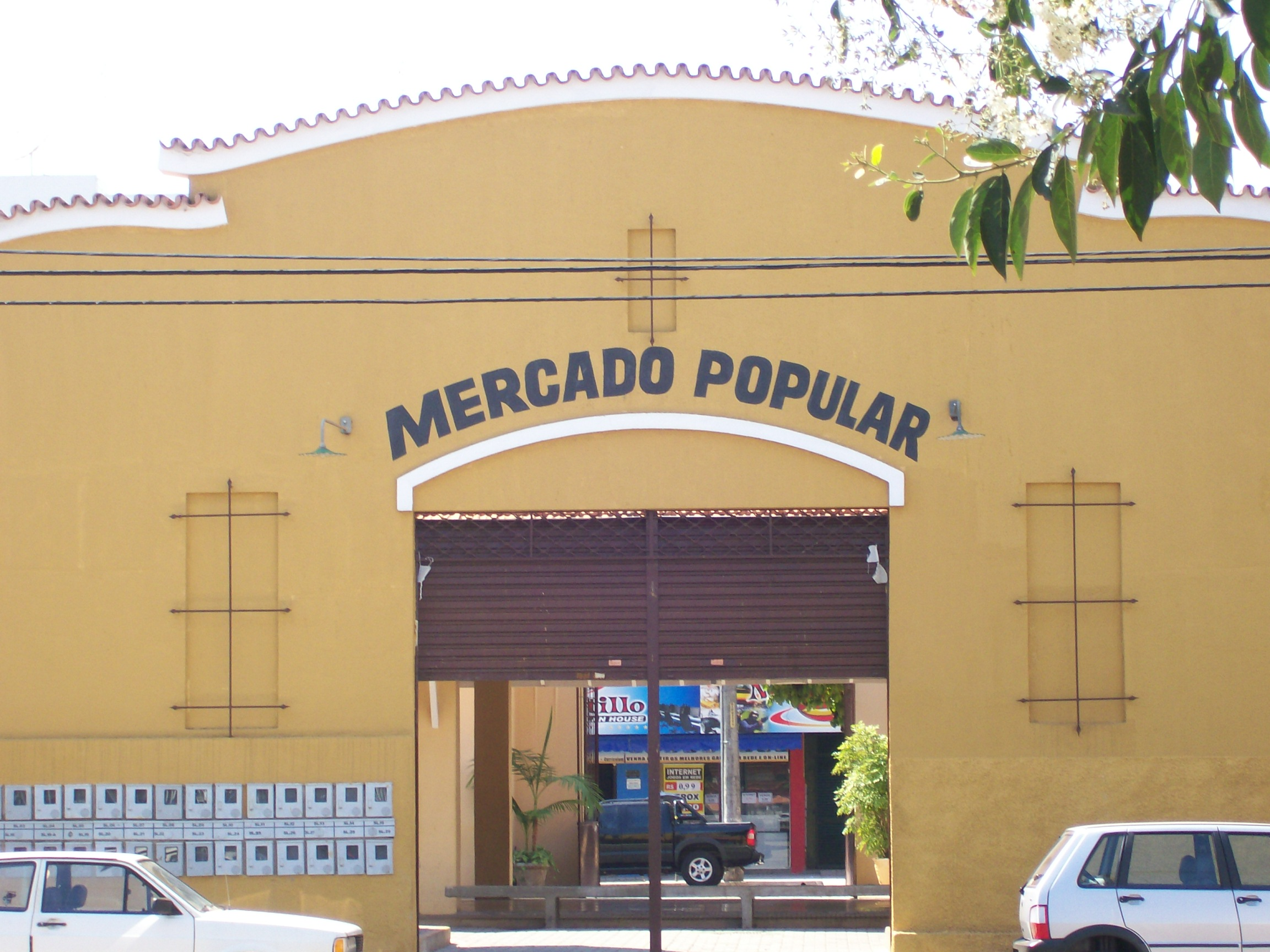
Mercado Popular da Rua 57 após a reforma.

Somente no final dos anos 90, a região começou a passar uma imagem menos "assustadora" para os novos inquilinos, através de ações do município e do governo estadual para a revitalização da região, revalorizando as casas que estavam nas imediações do acidente. Em questão de poucos anos, o valor das casas da região central já era entre duas a três vezes maior do que na época do acidente. No início de 2006, a prefeitura de Goiânia resolveu revitalizar o antigo Mercado Popular, sendo reinaugurado em novembro de 2006 com a edição 2007 da Casa Cor Goiás, com a presença de autoridades municipais e estaduais. Em fevereiro de 2007, o Mercado Popular passou a ser um ponto turístico da cidade, por possuir uma feira gastronômica todas as sextas-feiras à noite, sempre acompanhada de música ao vivo.

## Repercussão
O acidente foi descrito em vários documentários internacionais, além de filmes, programas de televisão, canções, artigos acadêmicos, teses e dissertações e livros. O acidente radioativo é mencionado no premiado curta-metragem Ilha das Flores, escrito e dirigido por Jorge Furtado.  Em 1990, Roberto Pires dirigiu o filme Césio 137 - O Pesadelo de Goiânia, que faz uma dramatização do acidente.